# Anton Asmussen
Anton Asmussen  (* 23. März 1857 in Flensburg; † 12. November 1904 in Hamburg) war ein deutscher Maler.

## Leben
Asmussen war seit 1874 Schüler an der Gewerbeschule in Hamburg, wo er die Dekorationsmalerei erlernte. Zuwendungen der Patriotischen Gesellschaft und der Averhoff’schen Stiftung ermöglichten ihm 1884 den Besuch der Kunstakademie in München. Noch im selben Jahr wechselte er an die Kunstakademie Karlsruhe, wo er bis 1886 Schüler von Hermann Baisch und Gustav Schönleber war. Vermutlich war es Schönleber, der ihn zu einer Studienreise nach Tirol und Italien motivierte. Nachdem er sich einige Zeit in Rothenburg ob der Tauber niedergelassen hatte, ließ er sich in der Langen Reihe 112 in Hamburg nieder, wo er mit der Pianistin Martha Möller verheiratet war.
Asmussen malte zunächst hauptsächliche süddeutsche Architekturbilder und beteiligte sich von 1898 bis 1902 regelmäßig an den Ausstellungen im Münchner Glaspalast und von 1901 bis 1908 an Ausstellungen in Hamburg. Seit 1890 wandte er sich der norddeutschen Landschaft zu und malte in den Sommermonaten regelmäßig an der Schlei. Besondere Anerkennung fanden seine Winterbilder in Pastell. Eine bemalte Palette von 14 Künstlern, darunter Louis Douzette, Richard Hünten, Carl Becker, Reinhard Paul Junghans, Jacob Nöbbe, Eduard von Gebhardt und Karl Plückebaum enthält auch eine abendliche Winterlandschaft von Asmussen (Vineta-Museum Barth).
Asmussen, der Mitglied im Hamburger Künstlerverein war, hatte nur mäßigen Erfolg, sodass er sich gezwungen sah, auch Dekorationsarbeiten, teil in riesigem Umfange, auszuführen. Doch selbst diese Tätigkeit brachte keine sicheren Einnahmen. Nach dem Freitod des Künstlers erhoben der Bankier und Kunstfreund Friedrich Bendixen, der Kunstsammler Henry Simms und der Kaufmann Ernst Rump heftige Vorwürfe gegen das Hamburger Bürgertum, das sich nach ihrer Meinung zu wenig für junge Kulturschaffende einsetzte.

## Werke

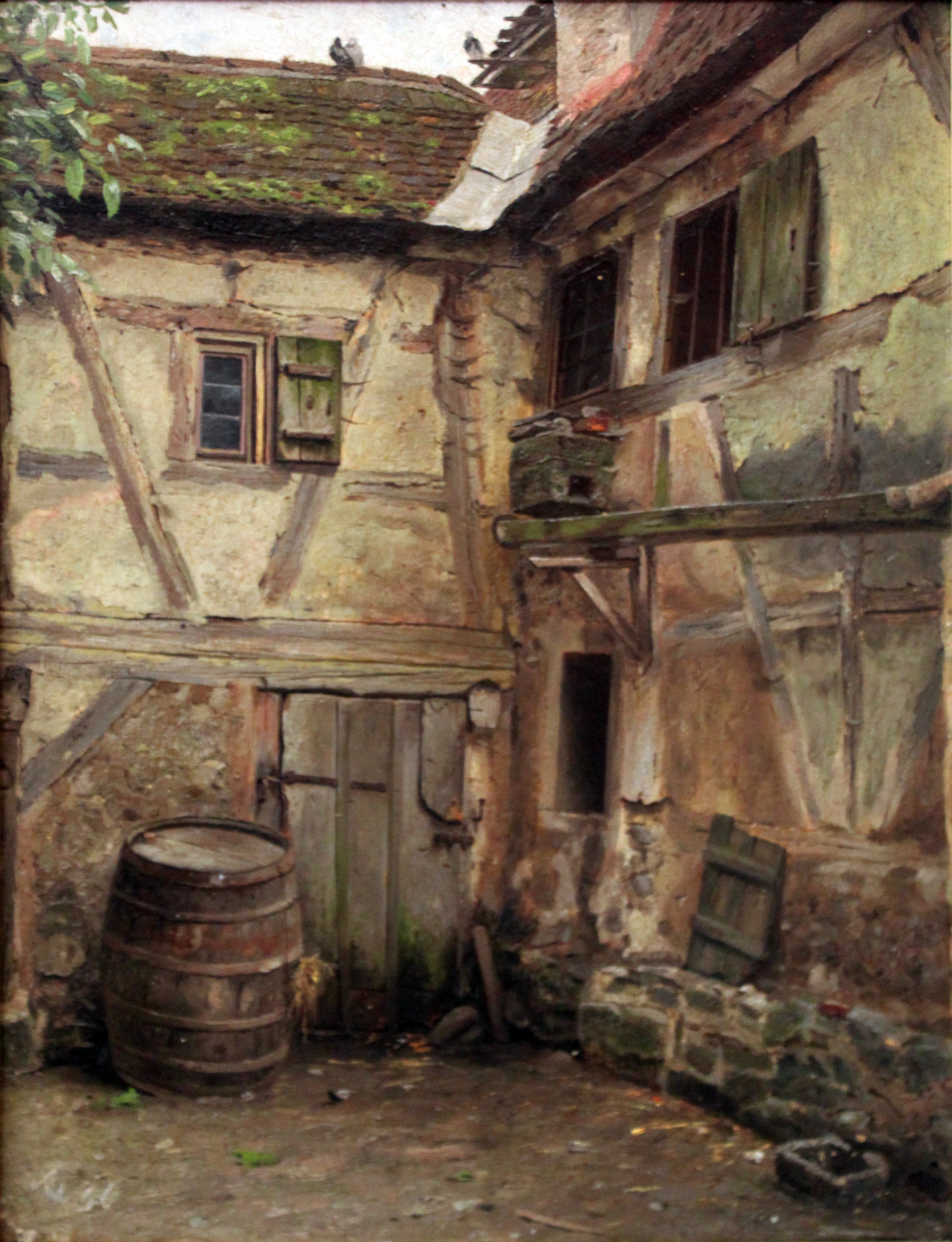
Hof eines Fachwerkhauses, 1886

- Hof eines Fachwerkhauses, 1886, Malpappe. Museumsberg Flensburg
- Italienische Landschaft, 1893 Pastell. Museumsberg Flensburg
- Kühe in den Wangerooge Wiesen, um 1900, Leinwand. Stadtmuseum Oldenburg
- Winterlandschaft, Pastell. Hamburger Kunsthalle
- Abendsonne am Deich, Motiv Wilhelmsburg, Pastell. Hamburg Museum
- Am Mühlenteich, Flensburg, Malpappe. Museumsberg Flensburg